# Tanja Christowa
Tanja Christowa (bułg. Таня Христова; ur. 19 lipca 1971 roku w Plewenie) – bułgarska polityczka, od 2011 roku kmet Gabrowa.

## Życiorys
Pracowała jako asystentka techniczna w ZChP Impuls w Gabrowie. W 1995 roku uzyskała tytuł magistra filologii angielskiej na Uniwersytecie Wiekotyrnowskim św. Cyryla i Metodego, od tego samego roku do 1999 roku pracowała jako nauczycielka języka angielskiego. Od 2000 roku pracowała jako asystentka ds. informacji w Klubie Społeczeństwa Otwartego. W 2003 roku ukończyła studia magisterskie z zakresu finansów również na uniwersytecie św. Cyryla i Metodego. W 2004 roku została konsultantką w zakresie przygotowania i zarządzania projektami finansowanymi ze środków zewnętrznych, funkcję tę pełniła do 2008 roku.

### Działalność polityczna
Od 2008 do 2010 roku była zastępcą burmistrza gminy Gabrowo ds. zrównoważonego rozwoju. W 2010 roku została przedstawicielką ministra funduszy unijnych, w Radzie do Spraw Europejskich, Radzie Rozwoju, Grupie Robocza ds. Decentralizacji, Grupie Roboczej ds. Opracowania Modelu Polityki Mieszkaniowej, była także członkinią Rady Inwestycyjnej Funduszu Powierniczego JESSICA przy ministerstwie finansów oraz członkinią Rady Nadzorczej Funduszu Powierniczego małych i średnich przedsiębiorstw JEREMIE, do 2011 roku była szefową gabinetu politycznego ministra funduszy unijnych oraz kierowniczką Rady Koordynacyjnej i Zarządzającej Funduszami Unijnymi.
Dołączyła do GERB. W listopadzie 2011 roku została wybrana kmetem Gabrowa. 4 listopada tego samego roku złożyła ślubowanie. W lipcu 2012 roku została członkinią Europejskiego Komitetu Regionów, w którym dołączyła do frakcji Europejskiej Partii Ludowej, zasiadła także w Komisji Polityki Spójności Terytorialnej i Budżetu UE (COTER) oraz Komisji Polityki Społecznej, Edukacji, Zatrudnienia, Badań Naukowych i Kultury (SEDEC). Została także przewodniczącą delegacji bułgarskiej w KR.
W październiku 2015 roku uzyskała reelekcję na funkcji kmeta Gabrowa. W 2018 roku wybrano ją prezeską Regionalnego Związku Gmin Centralna Stara Planina. We wrześniu 2019 roku została przewodniczącą Komisji SEDEC w Komitecie Regionów, a w październiku tego samego roku ponownie wybrano ją kmetem Gabrowa. W wyborach samorządowych w 2023 roku uzyskała w pierwszej turze 47,1% głosów.

## Życie prywatne
Jest zamężna, para wychowuje córkę.